# ملفات اليمن (ويكيليكس)

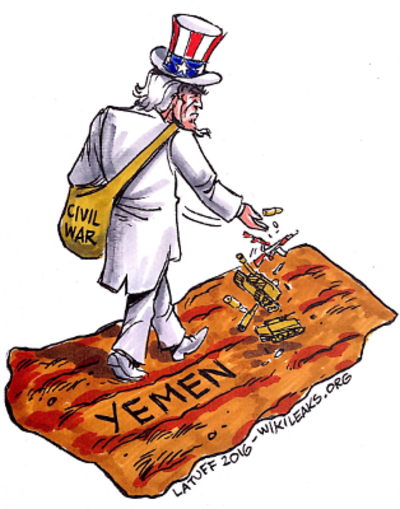
كاريكاتير لكارلوس لطوف وضع في مقدمة صفحة ملفات اليمن-ويكيليكس.

ملفات اليمن (بالإنجليزية: Yemen Files)‏ هي 500 وثيقة مراسلات للسفارة الأمريكية بصنعاء سربها ويكيليكس تكشف عن دور الولايات المتحدة في الحرب الأهلية اليمنية حيث تشير الوثائق إلى أنّ واشنطن سلّمت اليمن السلاح على مدى سنوات قبل اندلاع النزاع بين الحوثيين وقوات الرئيس عبد ربه منصور هادي.
يتضمن هذا «الملف اليمني» وثائق تؤكد أن الولايات المتحدة قامت بتسليح وتدريب وتمويل القوات المسلحة اليمنية الحرس الجمهوري والقوات الخاصة في السنوات عندما جرى التحضير للحرب الحالية. وتضمنت قائمة الأسلحة، الطائرات والسفن ووسائط النقل، وقامت الولايات المتحدة بتزويد اليمن كذلك بأجهزة بيومترية لتحديد الهوية.

## التسريب
تضم التسريبات أكثر من 200 رسائل بريد إلكتروني و300 ملف PDF، وهي وثائق رسمية ومراسلات متعلقة بمكتب التعاون العسكري (OMC) في السفارة الأمريكية. وفترة هذه المراسلات خلال الفترة من 2009 وحتى قبل اندلاع الحرب الأهلية بشكل جدي مارس 2015. وتغطي هذه المدة فترة هيلاري كلينتون كوزيرة للخارجية (20092013)، وأول سنتين من فترة جون كيري كوزير للخارجية.

## وصلات خارجية
- Yemen Files